# Liam Scarlett
Liam Scarlett (Ipswich, 8 de abril de 1986 – Ib., 16 de abril de 2021) fue un coreógrafo británico, reconocido por su asociación con el Ballet Real y el Ballet de Queensland. También ejerció su profesión como coreógrafo en otras compañías como el Ballet Black, el Miami City Ballet, la Ópera Nacional de Noruega, el Ballet de San Francisco y el American Ballet Theatre, entre otras.
Falleció el 16 de abril de 2021, a los treinta y cinco años, en Ipswich. Su deceso fue catalogado como un suicidio.

## Obras

### Con el Ballet Real
- Few Things Are (2005)[5]
- Despite (2006)
- Vayamos al Diablo (2006)
- Somente (2007/8)
- Of Mozart (2008)
- Consolations and Liebestraum (2009)
- Asphodel Meadows (2010)
- Sweet Violets (2012)
- Diana and Acteon (2012)
- Hansel and Gretel (2013)
- The Age of Anxiety (2014)
- Frankenstein (2016)
- Symphonic Dances (2017)
- Swan Lake (2018)
- Wottaperviam (2019)

### Con otras compañías
- Hinterland (2006) (Ballet Black)
- Indigo Children (2007) (Ballet Black)
- Viscera (2012) (Miami City Ballet)
- Promenade Sentimentale (2013) (K-Ballet)
- Serpent (2013) (BalletBoyz: The Talent)
- Firebird (2013) (Norwegian National Ballet)
- Vespertine (2013) (Norwegian National Ballet)
- Hummingbird (2014) (San Francisco Ballet)
- No Man's Land (2014) (English National Ballet)
- Acheron (2014) (New York City Ballet)
- With a Chance of Rain (2014) (American Ballet Theatre)
- A Midsummer Night's Dream (2015) (Royal New Zealand Ballet y Queensland Ballet)
- Carmen (2015) (Norwegian National Ballet)
- Euphotic (2013) (Miami City Ballet)
- Queen of Spades (2018) (Royal Danish Ballet)
- Chopin’s Concerto in E minor (2018) (Polish National Ballet)
- Dangerous Liaisons (2019) (Queensland Ballet y Texas Ballet Theater)
- Die Toteninsel (2019) (San Francisco Ballet)